# ملكة جمال
ملكة جمال هو فيلم من نوع دراما أُصدر في 2006. الفيلم من إخراج Andrea Štaka ‏، أما السيناريو فكان من كتابة باربارا البرت وAndrea Štaka ‏ وMarie Kreutzer ‏ وEva Vitija ‏.

## القصة
تقع أحداث الفيلم في زيورخ. وقصة الفيلم الرئيسية حول الهجرة البشرية وحروب البلقان.

## طاقم التمثيل
- Ljubica Jović  [لغات أخرى]‏
- بابلو اجويلار
- هانز سوتر
- كينيث هوبر
- Zdenko Jelčić [الإنجليزية]‏
- روبن ريهمان  [لغات أخرى]‏
- Mirjana Karanović [الإنجليزية]‏
- Marija Škaričić [الإنجليزية]‏
- Andrea Zogg  [لغات أخرى]‏
- أوليفر زجوريليك  [لغات أخرى]‏

## وصلات خارجية
- ملكة جمال على موقع IMDb (الإنجليزية)
- ملكة جمال على موقع ميتاكريتيك (الإنجليزية)
- ملكة جمال على موقع نتفليكس (الإنجليزية)
- ملكة جمال على موقع ألو سيني (الفرنسية)
- ملكة جمال على موقع Turner Classic Movies (الإنجليزية)
- ملكة جمال على موقع أول موفي (الإنجليزية)
- ملكة جمال على موقع فيلمافينيتي (الإسبانية)
- ملكة جمال على موقع قاعدة بيانات الأفلام السويدية (السويدية)
- ملكة جمال على موقع قاعدة بيانات الفيلم (الإنجليزية)
- ملكة جمال على موقع ليتربوكسد (الإنجليزية)